# Zeitschrift für angewandte Zoologie
Die Zeitschrift für angewandte Zoologie ist eine zoologische Fachzeitschrift, die vom Verlag Duncker & Humblot, Berlin, herausgegeben wurde.

## Geschichte
Die Zeitschrift wurde im Jahr 1909 von Karl August Lingner unter dem Titel „Der praktische Desinfektor“ gegründet, verlegt im Deutschen Verlag für Volkswohlfahrt. Im Jahr 1922 erschien sie als „Zeitschrift für Desinfektions- und Gesundheitswesen“ und ab 1929 als „Zeitschrift für Gesundheitstechnik und Städtehygiene“. Von 1936 an wurde sie unter dem Titel „Zeitschrift für hygienische Zoologie und Schädlingsbekämpfung“ herausgegeben und ab 1954 unter dem Titel „Zeitschrift für angewandte Zoologie“. Im Jahr 1996 ist Band 81, Ausgaben 1–2, erschienen.